# Phlebophyllum
Phlebophyllum is een monotypisch geslacht. De familie is nog niet zeker (Incertae sedis). Het bevat maar een soort, namelijk Phlebophyllum vitellinum.